# Kiriakos Adamu
Kiriakos Adamu (gr. Κυριάκος Αδάμου; ur. 15 stycznia 1985) – cypryjski siatkarz, grający na pozycji przyjmującego. Po zakończeniu sezonu 2017/2018 postanowił zakończyć siatkarską karierę.

## Jako siatkarz

### Sukcesy klubowe
Puchar Cypru:
- 2003, 2011, 2015, 2016, 2018[2]

Mistrzostwo Cypru:
- 2003, 2005, 2007, 2008, 2009, 2010, 2011, 2013, 2014, 2016, 2017[3]
- 2004, 2012, 2015, 2018

Superpuchar Cypru:
- 2015, 2016

### Sukcesy reprezentacyjne
Mistrzostwa Europy Małych Państw:
- 2017[4]

## Jako trener

### Sukcesy klubowe
Superpuchar Cypru:
- 2022[5]

Liga cypryjska:
- 2024, 2025[6]